# Elly Schreiter
Elly Schreiter (geborene Elly Thamm; * 24. Oktober 1908 in Dresden; † 13. Dezember 1987 ebenda) war eine Dresdner Grafikerin, Malerin und Steindruckerin.

## Leben und Werk

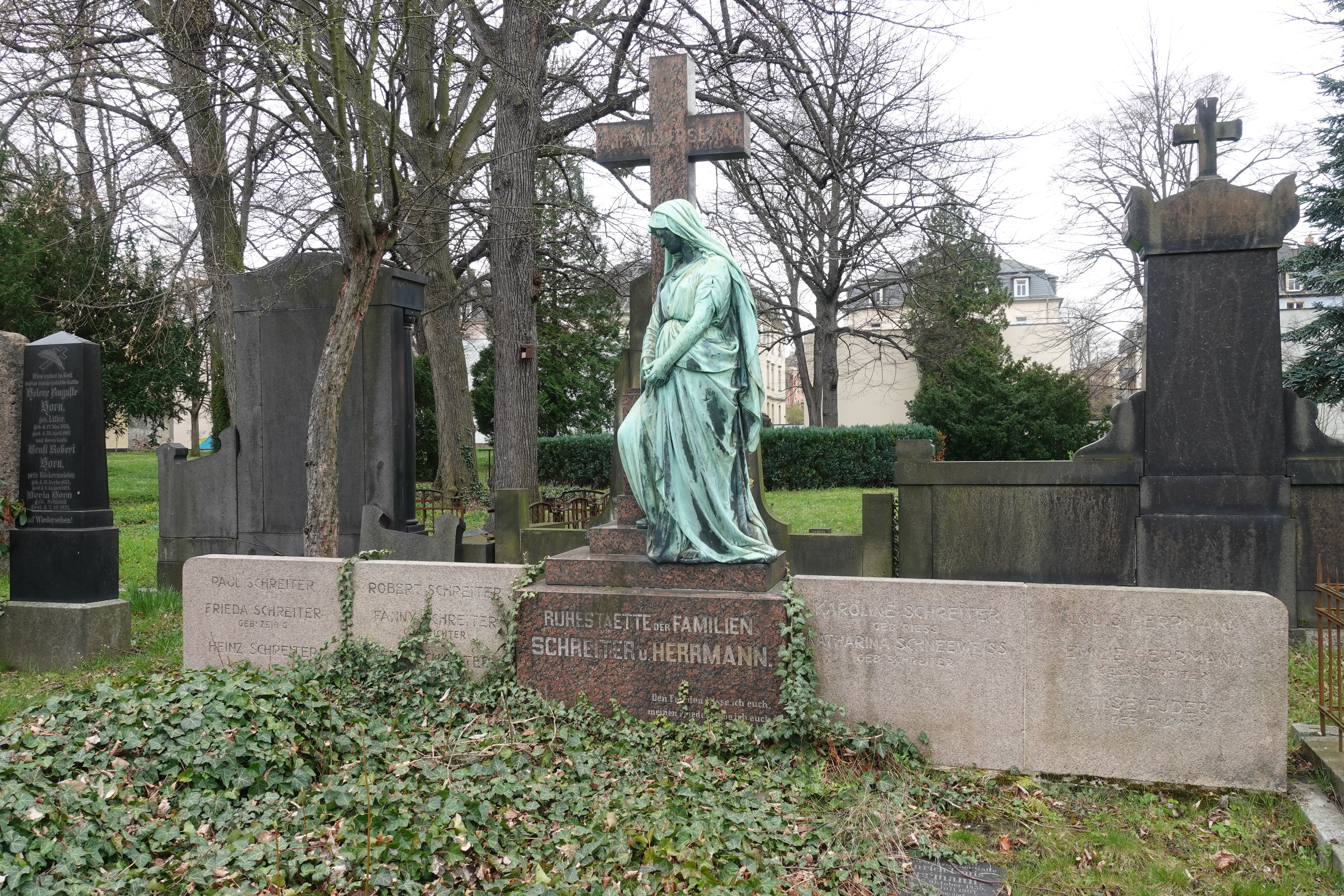
Grab von Elly Schreiter auf dem Neuen Annenfriedhof

Elly Schreiter war die Tochter eines Dresdner Bierkutschers. Ab 1924 absolvierte sie in der Druckerei der Staatlichen Akademie für Kunstgewerbe Dresden bei Alfred Ehrhardt, dem Vater des Druckers Roland Ehrhardt, eine Ausbildung als Flachdruckerin. Danach arbeitete sie dort bis 1947 als Druckerin. 1947 heiratete sie den Grafiker Heinz Schreiter. Danach unterbrach sie ihre berufliche Tätigkeit.
Von 1953 bis 1959 war sie Assistentin für grafische Techniken an der Arbeiter-und-Bauern-Fakultät der Hochschule für Bildende Künste Dresden. Ab 1958 baute sie mit ihrem Mann und weiteren Künstlern wie etwa Werner Wittig, Claus Weidensdorfer, Herta Günther und Horst Jockusch in Dresden die Druckwerkstatt des Verbandes Bildender Künstler der DDR auf. Diese leitete sie ab 1961 mit ihrem Mann und ab Ende der 1960er Jahre allein. Diese Druckerei war neben der Druckerei der Hochschule für Bildende Künste Dresden die wohl wichtigste Steindruckerei Dresdens. Elly Schreiter galt als „Meisterdruckerin von Rang“. Sie setzte Maßstäbe beim Druck von extrem feinen Tuschetönen.
Ab 1963 trat sie mit eigenen künstlerischen Arbeiten hervor, vor allem mit Lithografien und Aquarellen. Ab 1966 gab es Ausstellungen ihrer Werke. 1979 wurde die Druckwerkstatt in der Goetheallee durch Brandstiftung vernichtet, und Elly Schreiter richtete sie in der Berliner Straße 26 wieder ein. Einer ihrer Mitarbeiter war dort Michael Wackwitz (* 1952), der spätere Leiter der Steindruckwerkstatt im Künstlerhaus Stuttgart.
Elly Schreiter war Mitglied des Verbands Bildender Künstler der DDR. Ihr Grab befindet sich auf dem Neuen Annenfriedhof in Dresden.

## Bildliche Darstellung Elly Schreiters

### Darstellung in der bildenden Kunst
- Elly Reichel: Elly Schreiter (1982), Radierung, 50,4 × 37,9 cm; (Sächsischer Kunstfonds)[1]

### Fotografische Darstellung
- Christian Borchert: Die Malerin und Grafikerin Elly Schreiter in ihrer Wohnung in Dresden (1975)[2]

## Werke
- Krug und Früchte in südlicher Landschaft (1966, Farblithografie)[3]
- Blumen in Porzellanvase (1969, Chromlithografie)[4]
- Blumen und Früchte (1975, Farblithografie)[5]
- Landschaft mit Bäumen (vor 1984, Aquarell)[6]
- o. T. (1981, Aquarell, 14,6 × 21,6 cm; als Glückwunsch für 1982 an Fritz Löffler und Frau; Sächsische Landesbibliothek)[7]

## Ausstellungen (unvollständig)

### Einzelausstellungen
- 1978: Magdeburg, Klubgalerie
- 1978: Karl-Marx-Stadt, Klub der Intelligenz Pablo Neruda
- 1979: Hainichen, Galerie 926
- 1980: Leipzig, Galerie Nord
- 1981: Bautzen, Kunstgalerie
- 1983: Dresden, Kunstausstellung Kühl
- 1988: Dresden, Galerie Kunst der Zeit

### Ausstellungsbeteiligungen
- 1974, 1979 und 1985: Dresden, Bezirkskunstausstellungen
- 1975 und 1979: Schwerin, Staatliches Museum („Farbige Grafik in der DDR“)
- 1984: Dresden, Galerie Kunst der Zeit („30 Jahre Kunst der Zeit“)
- 1985: Dresden, Galerie Rähnitzgasse („Grafik aus Dresdner Werkstätten“)